# Дзвоноливарний завод Анісімова
Дзвоноливарний завод Анісімова — дзвоноливарний завод у Воронежі.

## Історія
Дзвоноливарне виробництво у Воронежі розпочали брати Самофалови. Але їх заводи зупинилися після Жовтневої революції. Дзвоноливарний завод Анісімова (фірма «Віра») заснований Валерієм Миколайовичем Анісімовим у 1989 році в селищі Шилово.

## Продукція
Підприємство виготовляє церковні дзвони (зокрема, суперважкі, вагою понад 200 тонн) з повним технологічним циклом: від початку проектування до виливки. Прайс-лист складається з дзвонів 1 кг., 3 кг., 5 кг., 7 кг., 10 кг., 15 кг., 18 кг., 24,5 кг., 25 кг., 36 кг., 42 кг., 60 кг., 100 кг., 150 кг., 230 кг., 290 кг., 400 кг., 500 кг., 620 кг., 700 кг., 850 кг., 1300 кг., 1850 кг., 2000 кг., 3000 кг., 4200 кг., 6000 кг., 7000 кг., 10,000 кг., 14,000 кг., 16250 кг., 22800 кг., 33000 кг. Також виробляються сувенірні дзвіночки. Акустична лабораторія заводу дозволяє проводити акустичні дослідження за допомогою математичного моделювання частот дзвону. На підприємстві працює понад 60 людей.
На підприємстві відлиті копії 18 старовинних дзвонів Данилова монастиря, які доставлені до Гарвардського університету, а справжні дзвони повернули зі США 17 березня 2009 року до Свято-Данилового монастиря.
У жовтні 2020 року куранти на Спаській вежі Московського Кремля тимчасово призупинили для оснащення дзвіниці дванадцятьма новими дзвонами, відлитими на заводі Анісімова.
Також на підприємстві виливали дзвони для Храму Воскресіння Христового, розташованому в парку Патріот в Одинцовському районі Московської області.